# Liberia i olympiska sommarspelen 2000
Liberia deltog i de olympiska sommarspelen 2000 med en trupp bestående av åtta deltagare, sex män och två kvinnor, men ingen av landets deltagare erövrade någon medalj.

## Friidrott
Herrarnas 100 meter
- Sayon Cooper
  1. Omgång 1 - 10.33
  2. Omgång 2 - 10.37 (gick inte vidare)

Herrarnas 200 meter
- Sayon Cooper
  1. Omgång 1 - 21.1 (gick inte vidare)

Herrarnas 800 meter
- Bobby True
  1. Omgång 1 - 01:48.79 (gick inte vidare)

Herrarnas 110 meter häck
- Paul Sehzue
  1. Omgång 1 - 14.18
  2. Omgång 2 - 14.37 (gick inte vidare)

Herrarnas 4 x 100 meter stafett
- Sayon Cooper, Kouty Mawenh, Koiyan Morlu, Andrew Reyes
  1. Omgång 1 - 39.77 (gick inte vidare)

Damernas 100 meter
- Grace-Ann Dinkins
  1. Omgång 1 - 11.79 (gick inte vidare)

Damernas 100 meter häck
- Hannah Cooper
  1. Omgång 1 - 13.51 (gick inte vidare)